# Isleta

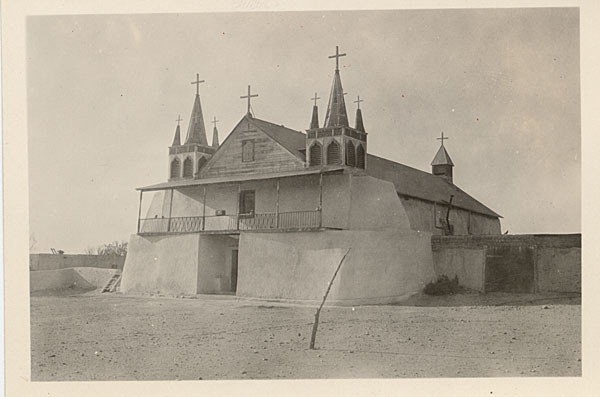
Missió de San Agustín de la Isleta en 1925.

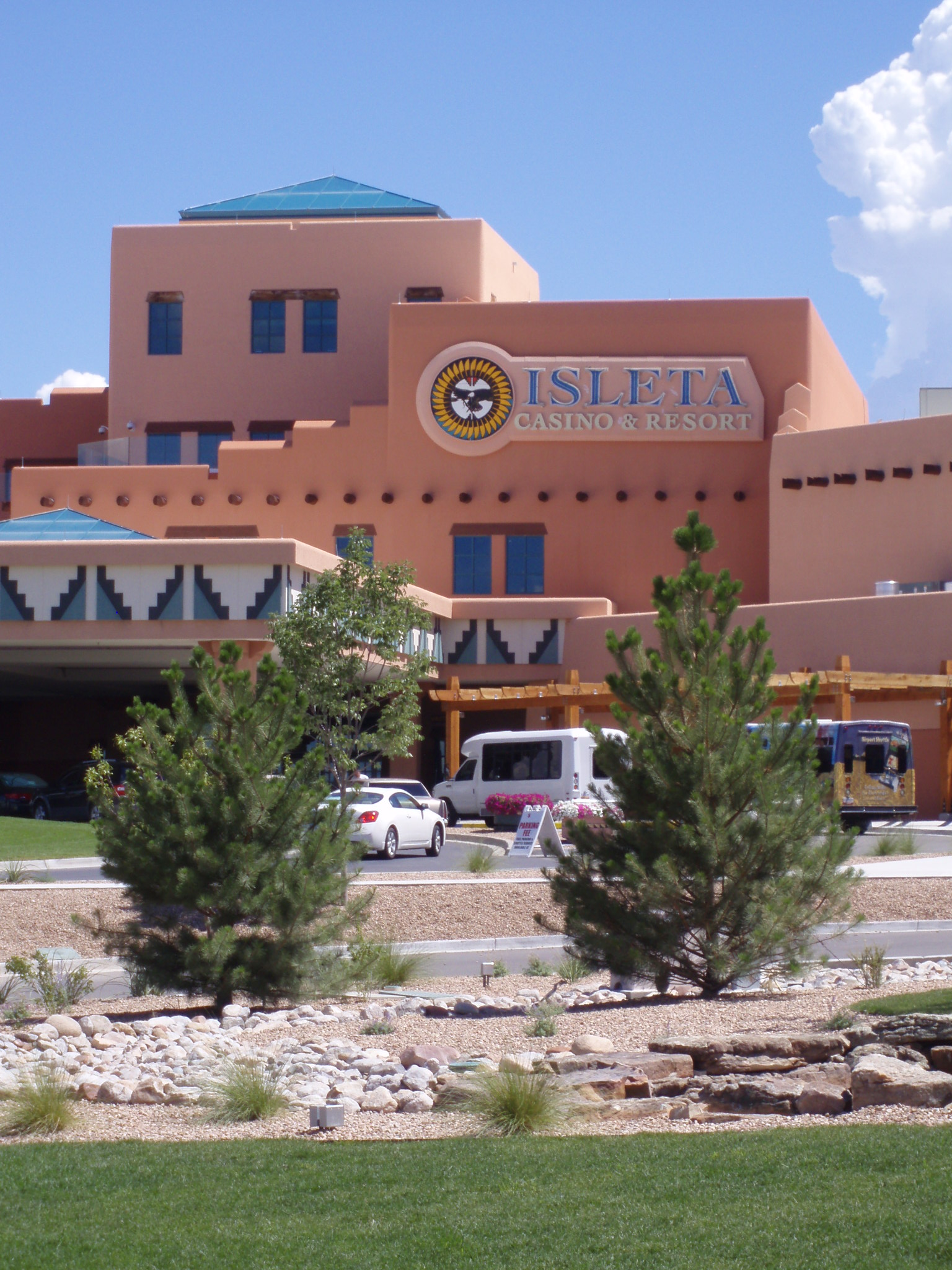
Complex d'Esbarjo Isleta Lakes i casino tribal.

Els Isleta són una tribu índia de parla tiwa meridional (grup kiowa-tano) i de cultura pueblo que formen una àrea no incorporada al comtat de Bernalillo (Nou Mèxic). S'anomenen Shiewhibak, i fa referència a un ganivet cerimonial. Viuen a un poble conegut com a San Agustín de la Isleta (Nou Mèxic), encara que un grup emigrà cap a Texas i formà els Ysleta del Sur. Fou establert originalment al voltant del segle xiv.
El pueblo Isleta viu al mig de la vall del riu Grande, a 21 kilòmetres al sud d'Albuquerque. És adjacent a l'est amb un sector del pueblo Laguna. El pueblo va ser construït sobre un escull en forma de ganivet de lava corrent per un antic canal de Riu Grande.

## Demografia
Segons dades de la BIA, al poble hi vivien 4.170 individus el 1995, endemés de 1.543 a Ysleta del Sur (Texas), però segons el cens dels Estats Units del 2000 hi havia enregistrats 4.421 isleta i 2.382 Ysleta de Texas.

## Cultura

### Llengua i grup
La població del pueblo Isleta consisteix en bona part dels tiwa meridionals (Tigua en espanyol). Parlen el tiwa isleta, una de les dues varietats del tiwa meridional de la família lingüística kiowa-tano. L'altra varietat és parlada pel pueblo Sandia.
Culturalment els grups Pueblo van ser dividits en dues classificacions culturals: un grup Pueblo Occidental i un grup Pueblo Oriental. Una altra els divideix en tres grups culturals: els grups pueblo occidental, oriental i keres (o central). El pueblo Isleta, en una o altra classificació, és un Pueblo Oriental. L'adjacent pueblo Laguna pertany al grup Keres o central.

### Organització social
Isleta (igual que Sandia) tenen grups de blat de moro
 matrilineal no exògam que estan connectats amb direccions i colors, un sistema de meitats (una fracció relacionada amb l'hivern, l'altra amb l'estiu), un sistema kiva.
També s'hi troba a Isleta el culte Kachina, però és més característic dels Pueblo occidental que podrien haver sigut introduïdes pels Laguna en temps més recents.
En un article publicat a The Santa Fé Magazine el juny de 1913 Anton Docher descriu la vida quotidiana al pueblo a començament del segle xx, i en particular l'administració del Pueblo plenament reconeguda pel Govern dels Estats Units: 
"Un Cacic nomenat vitalíciament, té el poder suprem sobre els seus súbdits". Un governador és escollit anyalment pel poble amb dos assistents, i a vegades es reuneix un Gran Consell. El governador fa de jutge només en casos civils (els crims són lliurats als tribunals de districte). Un capità de guerra i altres funcionaris tenen al seu càrrec les diferents celebracions i danses, com la "dansa dels reis" al gener, la "dansa de la tortuga" al febrer..."

## Història
El nom Isleta ve de l'espanyol «illa petita», nom que els va donar el primer visitant espanyol, Vázquez de Coronado (1540) perquè formaven una mena de llengua de terra en el riu. El nom nadiu del pueblo és «shiewhibak» (shee-eh-whíb-bak) que vol dir «un ganivet estès a terra per jugar whib» (una cursa a peu nadiua). El 1582 foren visitats novament per l'espanyol Espejo. La missió espanyola de San Agustín de la Isleta hi fou construïda entre 1629 i 1630 pel frare franciscà Juan de Salas.
Durant la Revolta Pueblo de 1680 molts d'ells van fugir als assentaments hopi d'Arizona, mentre que altres van seguir la retirada espanyola al sud cap El Paso del Norte, avui El Paso (Texas). Després de la rebel·lió, els isleta van tornar al «pueblo» amb moltes esposes hopi. Més tard, en 1800, les friccions amb els laguna i acoma que s'havien unit a la comunitat Isleta, va portar a la creació de l'assentament satèl·lit d'Oraibi. Avui en dia Isleta inclou el pueblo principal iu les petites comunitats d'Oraibi i Chicale.
El 21 d'octubre de 1887 el pare Anton Docher va anar a Nou Mèxic, on es va ordenar sacerdot a la Catedral de Santa Fe. Després de tres anys a Santa Fe i d'un any a Taos va arribar a Isleta el 28 de desembre de 1891. Allí s'hi va trobar als seus antics amics Adolph Bandelier i Charles Fletcher Lummis. En aquells anys Pablo Abeita (sense relació amb Diego o Louise Abeita) era governador d'Isleta. El pare Anton Docher va servir durant 34 anys a la històrica església Missió de St. Agustin (un dels més antics del país, construït en 1612), fins a 1928, quan va morir. L'enterren amb el Padre Padilla vora l'altar de l'església a Isleta.

## Casino
Avui el pueblo gestiona l'Isleta Eagle Golf Course i l'Isleta Lakes Recreational Complex. el Casino Isleta Pueblo és servit pel New Mexico Rail Runner Express, una línia de rodalia de Belen a Santa Fe amb estació pròpia